# Little Rock (Caroline du Sud)
Little Rock est une census-designated place située dans le comté de Dillon, dans l’État de Caroline du Sud, aux États-Unis. Lors du recensement de 2020, elle comptait 658 habitants.